# Милон (епископ Реймса)
Милон (погиб в 753/762) — епископ Трира и Реймса (717—744).

## Биография
Милон — выходец из знатной австразийской семьи. Его брат, граф Видо (Гвидо), стал основателем знаменитого рода Гвидонидов, а сестра Ротруда вышла замуж за майордома Австразии (затем всего Франкского королевства) Карла Мартелла, чьим сторонником был Милон.
Когда Карл Мартелл в 717 году изгнал Ригоберта из Реймса, а епископом стал Лиутвинд, Милон, будучи приближённым к майордому, стал клириком. После смерти своего отца, епископа Лиутвина, он наследовал тому на епископской кафедре. Милон возглавлял миссию в Васконию, куда был сослан Ригоберт. Он накопил большие богатства в своих епархиях. Есть свидетельства, что Милон позже получил Трирскую епархию.
Милон участвовал 24 или 28 марта 717 года в битве, в которой Карл Мартелл разгромил короля Хильперика и майордома Нейстрии Рагенфреда около местечка Венси, в Камбрези (это место — или Виней, или Винши в 9 км южнее Камбре), и обе стороны понесли большие потери. Хильперик и Рагенфред были разбиты и спаслись бегством.
Он был сменён в Реймсе Авелем в 744 году. Это было решением папы римского Захария, сделанным с подачи святого Бонифация, возможно, врага Милона. Вероятно это было вызвано тем, что Милон был светским епископом и целиком поддерживал политику Карла Мартелла, проводившего секуляризацию церковных земель.
Милон был убит диким кабаном на охоте в лесу Мюленвальд (в Рейнланд-Пфальце) около Трира. Похоронен в соборе Трира.